# Salacia phuquocensis
Salacia phuquocensis är en benvedsväxtart som beskrevs av Marie Laure Tardieu. Salacia phuquocensis ingår i släktet Salacia och familjen Celastraceae. Inga underarter finns listade.